# Českomoravské dráhy
Českomoravské dráhy (celým názvem Böhmisch-Mährische Bahn - Českomoravské dráhy, zkratka BMB-ČMD) byla státní železniční společnost zřízená na území Protektorátu Čechy a Morava v letech 1939–1945. Podnikala na síti tratí v Českých zemích, zredukované záborem pohraničních území v roce 1938. Provozovala rovněž síť státních autobusových linek, převzatou od ČSD a zredukovanou o území mimo protektorát.
Společnost vznikla v souvislosti se zánikem Česko-Slovenska, k němuž došlo v březnu 1939 po odtržení Slovenska, zabrání Podkarpatské Rusi Maďarskem a okupaci českého vnitrozemí německou armádou. Předchůdcem BMB-ČMD byly Česko-Slovenské státní dráhy, jež byly nástupcem prvorepublikových Československých státních drah (obě používaly zkratku ČSD). Počátkem okupace se státní dopravce stále označoval jako ČSD. V tomto počátečním období bylo hlavním úkolem rozdělení parku vozidel bývalých ČSD nástupnickým organizacím: BMB-ČMD a Slovenským železnicím. Samotná organizace BMB-ČMD byla zřízena zákonem a vládním nařízením až 13. července 1939.
Nová státní firma do značné míry kopírovala praxi německých Říšských drah (DR), kdy vůči nim byla často v podřízeném postavení. Sjednocovaly se návěstní předpisy, přes české tratě projížděly vlaky DR a mezi zaměstnance BMB-ČMD byly dosazeni zmocněnci DR, kteří disponovali rozsáhlými pravomocemi. Postupně byl rozšiřován aparát pracovníků, kteří měli za úkol dohlížet na plynulost provozu a loajalitu zaměstnanců. Nejprve byl již roku 1939 zřízen útvar Provozního ústředí, které mělo zajistit co nejefektivnější využití lokomotiv a personálu a vydávat opatření při dopravních poruchách. Později byly zřízeny vlakové správy, které měly činnost provozního ústředí podporovat přímo v regionech.
S vyhrocující se situací byly dále zřízeny v roce 1943 přepravní, provozní a strojní úřady, což byly další instituce pro dozor nad zaměstnanci v době množících se sabotáží v provozu. Železničáři byli zavaleni nekonečnou řadou příkazů a nařízení, v jejichž textech se nezřídka objevovalo vyhrožování trestem smrti v případě jejich nedodržování. Ani tento rozsáhlý byrokraticko-vojenský aparát však nedokázal zvrátit situaci na bojištích a s osvobozením Československa byly k zániku odsouzeny i BMB-ČMD. Před tímto koncem se železnice staly dějištěm nepřehlédnutelného aktivního odporu obyvatelstva proti okupantům.